# Rot-Weiß-Rot-Buch

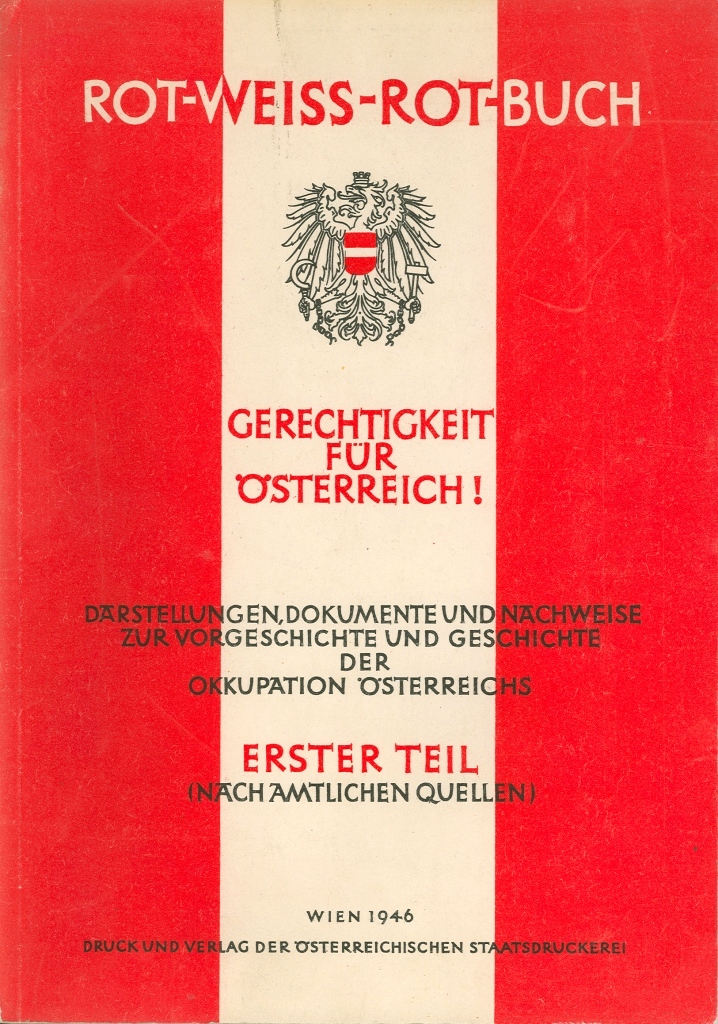
Das Rot-Weiß-Rot-Buch, 1946

Das Rot-Weiß-Rot-Buch (Untertitel: Gerechtigkeit für Österreich!) ist eine 1946 vom österreichischen Außenministerium in Auftrag gegebene Sammlung von Dokumenten aus der Zeit von 1933 bis 1945. Es stellt die Rolle des Staates Österreich vor dem Anschluss an das Deutsche Reich und die Geschehnisse während des Zweiten Weltkrieges dar und sollte dadurch die außenpolitische Position der damaligen Regierung gegenüber den alliierten Besatzungsmächten stützen. Das Buch wandte sich aber auch an die österreichische Bevölkerung und wollte den Patriotismus gegenüber der jungen Zweiten Republik stärken. Es ist heute in der Geschichts- und Politikwissenschaft ein heftig umstrittenes Werk, da es den Staat Österreich als ein vom Deutschen Reich gewaltsam okkupiertes Land darstellt und die Beteiligung vieler österreichischer Bürger an den Verbrechen des Nationalsozialismus unerwähnt lässt.

## Entstehung
Im April 1946 erging vom Außenminister Karl Gruber (ÖVP) ein Rundschreiben an alle Behörden und Dienststellen in allen Bundesländern, Dokumente und statistisches Material aus der Zeit von 1933 bis 1945 nach Wien ins Ministerium zu schicken, da es sehr dringlich sei gegenüber der Weltöffentlichkeit und den alliierten Besatzungsmächten eine mit wissenschaftlichen Belegen ausgestattete Dokumentation der Rolle Österreichs in dieser Zeit vorlegen zu können. Dieses Rundschreiben würde an die Landeshauptleute ausgesandt und diese beauftragten dann die ihnen unterstellten Behörden. Im erhaltenen Schreiben des Vorarlberger Landeshauptmanns Ulrich Ilg an die ihm unterstellten Dienststellen schildert er auch ganz offen, welche Intention hinter diesem möglichst schnell zu erstellenden Werkes steht (Zitat):

„Zweck dieser Darstellung ist es, die Tatsachen zu erhärten und ihre allgemeine Erkenntnis zu festigen, daß Österreich durch Gewaltmaßnahmen und Terror überwältigt und als jeder freien Willensäußerung beraubtes besetztes Gebiet in den Dienst der nationalsozialistischen Aggressions- und Kriegspolitik gezwungen wurde und daher, so wie alle anderen besetzten Staaten, nicht für die Handlungen und Auswirkungen dieser Politik verantwortlich gemacht werden kann.“

Innerhalb von nur wenigen Wochen wurden so möglichst viele Dokumente und statistisches Material sowie Aussagen von Zeugen und ehemaligen Widerstandskämpfern gesammelt, um noch im selben Jahr dieses Buch zu veröffentlichen. Ursprünglich sollte es unter dem Titel Rotbuch gedruckt werden, bezugnehmend auf eine Tradition der Verwaltung noch aus der Zeit der Monarchie. Damals hatten die verschiedenen Großmächte zu politischen Zwecken bestimmte Fachbücher mit Dokumenten ihrer Geheimdiplomatie veröffentlicht, wobei sich deren umgangssprachlicher Name oft nach der Farbe des Umschlages richtete. Großbritannien veröffentlichte damals „Blaubücher“, Frankreich „Gelbbücher“, das Deutsche Kaiserreich „Weißbücher“ und Österreich-Ungarn hatte ab 1868 „Rotbücher“ herausgebracht. Eine 1915 als Rechtfertigung für den Ausbruch des Ersten Weltkrieges gedruckte Serie von Rotbüchern wurde auch in einer „Volksausgabe“ publiziert und an diese Tradition wollte man anknüpfen.
Dieses „Rotbuch“ erschien, wahrscheinlich um keine Assoziationen mit dem Kommunismus aufkommen zu lassen, schließlich als Rot-Weiß-Rot-Buch mit dem Untertitel Gerechtigkeit für Österreich! Darstellungen, Dokumente und Nachweise zur Vorgeschichte und Geschichte der Okkupation Österreichs (nach amtlichen Quellen). Der Umschlag war in den Farben der österreichischen Flagge in Rot-Weiß-Rot gehalten. Zweck dieses von der Staatsdruckerei herausgegebenen Werkes war laut dem Vorwort:

„Schicksal und Haltung Österreichs während der zwölfjährigen Dauer des Dritten Reiches darzustellen und seinen Anspruch auf den Status und die Behandlung als ‚befreiter Staat’ im Sinne der Moskauer Deklaration zu begründen.“

Ursprünglich sollte dieses in Eiltempo zusammen gestellte Werk schon im Sommer 1946 erscheinen, doch durch Strom- und Papiermangel der Staatsdruckerei verzögerte sich der Druck um einige Monate. Dadurch hatten die verantwortlichen Stellen aber auch die Möglichkeit noch weitere Dokumente einzubauen und vor allem den Text noch mehr nach den Interessen der Bundesregierung zu gestalten, denn seit dem zweiten Kontrollabkommen vom 28. Juni 1946 hatte das Parlament und die Behörden etwas mehr Spielraum von den alliierten Besatzungsmächten bekommen und konnten so etwas freier agieren.

## Inhalt

Das in dieser Form seit 1945 gültige Wappen der Republik Österreich

Das als erster Band einer nie zu Stande gekommenen Serie gedruckte „Rot-Weiß-Rot-Buch“ erschien schließlich im Dezember 1946. Es umfasst 224 Seiten und beinhaltet eine Reihe von verschiedensten Dokumenten aus der Zeit von 1933 bis 1945, die als Faksimile abgedruckt wurden, sowie auch narrative Texte, die dem Leser die Sichtweise der Bundesregierung auf die vergangenen Jahre näher bringen sollten. Ganz programmatisch ist am Umschlag des Buches auch das neue Staatswappen abgebildet, der Bundesadler mit den 1945 hinzugefügten gesprengten Ketten.
Das Buch liefert bezugnehmend auf die Moskauer Deklaration eine Reihe von Argumenten und Begründungen, warum der Staat Österreich als ein Opfer des Nationalsozialismus anzusehen sei, das vom Deutschen Reich gewaltsam okkupiert worden war. Weiters enthält das Rot-Weiß-Rot-Buch eine spezifisch österreichische Darstellung der Ereignisse der vergangenen Jahre, die anhand einzelner herausgehobener Punkte näher erläutert werden. Daneben findet sich eine ausführliche Dokumentation der verschiedenen Widerstandsgruppen, die es in Österreich während des Nationalsozialismus gegeben hat, wobei vor allem die eher von bürgerlich gesinnten Personen getragene O5 und den Sozialisten nahestehenden Gruppen erwähnt werden. Aus der Wehrmacht desertierte Soldaten, die sich erfolgreich verstecken konnten oder sich teilweise Partisanen anschlossen, sowie Kommunistische Widerstandsgruppen werden jedoch von dem Buch nicht oder nur sehr am Rande erwähnt.
Eine weitere Argumentationslinie des Buches weist auf die massiven politisch motivierten Entlassungen und Zwangspensionierungen im öffentlichen Dienst unmittelbar nach dem Anschluss hin. So wird berichtet, dass in der Exekutive des Landes Steiermark sechs von elf Offizieren und 154 von insgesamt 1.281 Beamten noch im März 1938 entlassen wurden und weitere 587 auf andere Dienstposten versetzt wurden. Für das ganze Bundesgebiet gibt das Rot-Weiß-Rot-Buch folgende Zahlen von Entlassungen nach dem Anschluss an:
- im Bundeskanzleramt 238
- im Sicherheitsdienst 3.600
- im Justizdienst 1.035
- im Unterrichtswesen 2.281
- im Finanzdienst 651
- im Postdienst 1.467[4]

Diese nicht unbeträchtlichen Zahlen wurden von späteren Studien teilweise bestätigt, wobei aber im Rot-Weiß-Rot-Buch unerwähnt bleibt, dass eine gewisse Zahl von Beamten auf Grund der Schwierigkeit, kompetenten Ersatz zu finden, später wieder angestellt wurde. Es wird allerdings eingeräumt, dass etwa in der steirischen Verwaltung im Jahr 1940 die Beamtenschaft aus der Ersten Republik mit 70 % immer noch den Kern der Staatsdiener ausmachte.
Ein ausführlicher Punkt bildet weiters die deutsche Wirtschaftspolitik während des Zweiten Weltkriegs und die in dieser Zeit durchgeführten Enteignungen österreichischen Staatsbesitzes und des Vermögens einzelner Bürger. Damit wollte man die Übernahme von ehemaligem Eigentum des Deutschen Reiches durch die sowjetische Besatzungsmacht verhindern (siehe USIA). Die narrativen Teile des Buches appellieren an den Österreich-Patriotismus der Bürger und liefern diesen Argumente und Betrachtungsweisen, um die vergangenen Ereignisse zu verstehen. Manche Aussagen des Buches sind jedoch in diese Richtung mehr als euphemistisch zu bewerten, wie z. B.:

„Die Einstellung der österreichischen Bevölkerung zum Hitlerkrieg war von allem Anfang an ablehnend, sofern sie nicht von seinem Ausgang die einzige Möglichkeit einer Befreiung vom Nazijoch erhoffte.“

Zur Rolle von ehemals österreichischen Staatsbürgern in der deutschen Wehrmacht und anderen bewaffneten Organisationen bringt das Rot-Weiß-Rot-Buch folgende Erklärung, die sich am Text der Österreichischen Unabhängigkeitserklärung orientiert:

„dass die nationalsozialistische Reichsregierung Adolf Hitlers das macht- und willenlos gemachte Volk Österreichs in einen sinn- und aussichtslosen Eroberungskrieg geführt hat, den kein Österreicher jemals gewollt hat.“

Insgesamt wird von dem Buch hauptsächlich darauf hingearbeitet, die von der Moskauer Deklaration geforderte und nach Meinung der Autoren auch erfolgte österreichische Beteiligung zur eigenen Befreiung zu belegen und zu dokumentieren, um so der Regierung unmittelbar gegenüber den Alliierten verwendbare politische Argumente zu liefern.

## Bewertung
Das Rot-Weiß-Rot-Buch stellt ein wichtiges Zeitdokument dar, dessen Inhalt und Wirkung jedoch heute teilweise heftig umstritten sind. Zur Zeit seiner Entstehung war es als politisches Werk konzipiert worden, das bestimmten Argumenten durch Dokumente und historischen Erklärungen mehr Gewicht verschaffen wollte, dabei jedoch durchaus wissenschaftliche oder zumindest amtliche Qualität beanspruchte, siehe den Untertitel: Darstellungen, Dokumente und Nachweise zur Vorgeschichte und Geschichte der Okkupation Österreichs (nach amtlichen Quellen). Gleichzeitig versuchte es, auch den Österreich-Patriotismus in der Bevölkerung zu stärken und den Menschen Erklärungsmuster für die schrecklichen Ereignisse der vergangenen Jahre anzubieten, jedoch aus einer verkürzten und spezifisch österreichischen Sichtweise. Das Rot-Weiß-Rot-Buch wurde zwar von bürgerlicher Seite unter der Patronanz von Außenminister Karl Gruber (ÖVP) erstellt, spiegelt jedoch auch die damalige Sichtweise der SPÖ wider und greift sogar Argumente des österreichischen Kommunisten Alfred Klahr auf. Es gehört zu einer Reihe von Maßnahmen der damaligen Regierung, den neuen Staat bewusst vom Deutschen Reich abzugrenzen und auch eine ideologische Differenzierung herauszuarbeiten. So wurde beispielsweise damals auch das Unterrichtsfach Deutsch in den Schulen offiziell lediglich als „Unterrichtssprache“ bezeichnet, um den Begriff „Deutsch“ möglichst zu vermeiden.
Trotz des wissenschaftlichen Anspruches des Buches kann es jedoch nicht als umfassende historische Aufarbeitung der Zeit zwischen 1933 und 1945 gewertet werden. Zum einen wurden die abgedruckten Dokumente und Texte bewusst ausgewählt, um die politischen Vorgaben zu erfüllen, und zum anderen war alleine schon die Recherchezeit von wenigen Monaten nicht ausreichend, um eine abgerundete Dokumentation zu erstellen, die etwa mit dem Resultat einer Historikerkommission vergleichbar wäre. Außerdem war zum Veröffentlichungszeitpunkt gerade einmal eineinhalb Jahre seit dem Ende des Zweiten Weltkrieges vergangen.
Die zeitgenössische Kritik damals kam denn auch am ehesten von Teilen der österreichischen Kommunisten, welche die Hoffnung noch nicht aufgegeben hatten, in Österreich auf demokratische Weise an die Macht zu kommen. Die damalige Hauptintention des Buches war es nämlich, politische Argumente für die im Jänner 1947 beginnenden Staatsvertragsverhandlungen zu liefern, mit dem Ziel Österreich wieder zu einem souveränen Staat, unabhängig von der Sowjetunion, zu machen. Andererseits griff es auch die offiziellen Positionen der USA und des britischen Foreign Office auf, die an einem österreichischen Staat interessiert waren, der sich klar von Deutschland abgrenzt.
Am meisten widersprach die Argumentationslinie des Rot-Weiß-Rot-Buches damals aber der deutschnationalen Sichtweise, in dem es aggressiv die völkische Einheit der Österreicher mit den Deutschen dekonstruierte. Durch das 1945 verabschiedete Verbots- und Kriegsverbrechergesetz musste die Regierung und damit auch die Verfasser des Buches keine politische Rücksicht auf diese Gruppe nehmen, da rund 800.000 ehemalige Mitglieder der NSDAP und anderer nationalsozialistischer Wehrverbände vom aktiven wie passiven Wahlrecht ausgeschlossen waren.

### Kritik von Rechts
Das Rot-Weiß-Rot-Buch widersprach vor allem den Ansichten jener Österreicher, die sich immer noch als Angehörige des deutschen Volkes fühlten. Diese Personen empfanden die Sichtweise des Buches als Verrat an der deutschen Nation und vermuteten politischen Druck vonseiten der alliierten Besatzungsmächte. Öffentliche Kritik wurde jedoch wenig geäußert, da sich diese Personen politisch nicht exponieren wollten, um nicht doch noch im Zuge der Entnazifizierung vor Gericht zu kommen. Dies änderte sich jedoch in der Zeit nach Veröffentlichung des Rot-Weiß-Rot-Buch. Bei den nächsten Nationalratswahlen 1949 war ein Großteil dieser 800.000 zuvor vom Wahlrecht ausgeschlossenen ehemaligen Nationalsozialisten wieder wahlberechtigt, und die kandidierenden Parteien begannen, auch um deren Stimmen zu buhlen. Eine der Auswirkungen dieses politischen Wandels war die Tatsache, dass entgegen früheren Ankündigungen nie ein zweiter Teil des Rot-Weiß-Rot-Buches gedruckt wurde. Es blieb bei dem einen im Dezember 1946 veröffentlichten ersten Teil, von dem bis auf eine englischsprachige Übersetzung vom Jänner 1947 auch nie ein Nachdruck erstellt wurde.
Von christlich-konservativer Seite gibt es hingegen praktisch keine Kritik am Rot-Weiß-Rot-Buch. Einzelne Aussage und Argumentationslinien daraus werden auch heute noch in politischen Diskussionen zur jüngeren Vergangenheit Österreichs aufgegriffen. So hat erst am 10. März 2008, im Zuge einer von der ÖVP veranstalteten Gedenkfeier anlässlich des 70. Jahrestages des Anschluss Österreichs an das Deutsche Reich, Otto Habsburg erneut seine Sichtweise der Geschichte und die Rolle des Staates Österreich als erstes Opfer des Nationalsozialismus geäußert und damit praktisch die Aussagen des Rot-Weiß-Rot-Buch eins zu eins wiederholt, was von der versammelten ÖVP mit stehendem Applaus und vereinzelten Jubelrufen goutiert wurde. ÖVP-Klubchef Wolfgang Schüssel relativierte die Bemerkungen jedoch etwas in einer anschließenden Rede.

### Kritik von Links
Die Hauptkritik an den Aussagen des Buches kommt heute von eher links und dezidiert antifaschistisch eingestellten Gruppierungen. Diese Personen sehen im Rot-Weiß-Rot-Buch den Ursprung für den bis heute kultivierten "Opfermythos", der die Verantwortung Österreichs und vieler Österreicher an den Verbrechen des Nationalsozialismus negiert. Das Rot-Weiß-Rot-Buch wird als ein Werk politischer Propaganda abgelehnt und als schlimmes Beispiel der Geschichtsverharmlosung im Nachkriegsösterreich gewertet.
Die oben erwähnte erneute Bezugnahme Otto Habsburgs auf die im Rot-Weiß-Rot-Buch geäußerte Opferrolle Österreichs im Zweiten Weltkrieg löste bei der SPÖ und den Grünen heftige Kritik aus. Der sozialdemokratische österreichische Verteidigungsminister Norbert Darabos verurteilte die Bemerkungen heftig. Bei der offiziellen Gedenkveranstaltung der Republik am 12. März 2008 im Parlamentsgebäude gab Nationalratspräsidentin Barbara Prammer (ebenfalls SPÖ) durch schonungslose Schilderung der Täterrolle vieler Österreicher indirekt Antwort auf Habsburgs Geschichtsinterpretation, wobei sie von den Österreichern sprach, Habsburg aber ausdrücklich den Staat Österreich als Opfer bezeichnete.

### Fachliche Kritik
Von Seiten der Geschichtswissenschaft wird das Rot-Weiß-Rot-Buch als nichtwissenschaftliches Werk abgelehnt, da es die Ereignisse in Österreich in den Jahren zwischen 1933 und 1945 verkürzt und selektiv darstellt. Die Authentizität der abgedruckten Dokumente wird jedoch nicht in Frage gestellt, und daher wird das Rot-Weiß-Rot-Buch nach wie vor häufig in historischen und politikwissenschaftlichen Arbeiten zitiert. Als Forschungsobjekt selbst hat das Rot-Weiß-Rot-Buch erst in den letzten Jahren Interesse auf sich gezogen, es ist jedoch bis dato noch keine wissenschaftliche Arbeit erschienen, die sich explizit nur mit der Entstehungsgeschichte und Rezeption des Rot-Weiß-Rot-Buches beschäftigt. Interessanterweise stammen einige jener historische Publikationen, die sich teilweise mit dem Buch beschäftigen, aus den USA und beziehen sich auf die Anfang 1947 erschienene englischsprachige Übersetzung "Red-White-Red-Book, Justice for Austria!".